# Mazanderani
El mazanderani (mazanderani: مازِرونی), també conegut com a tabari (mazanderani: تبری) és un idioma de la branca nord-occidental de les llengües iràniques parlat per uns 4 milions de persones de l'Iran. El seu nom ve de la província de Mazanderan, on va néixer i és majoritari.
És una llengua que té com a ordre bàsic de la frase subjecte-verb-objecte, com la majoria de llengües indoeuropees. S'escriu amb la variant persa de l'alfabet àrab des del segle x. Destaca per la presència d'arcaismes al seu lèxic, fet que la fa interessant per als estudiosos de la lingüística, ja que ajuda a reconstruir la família lingüística amb el mètode comparatiu.
Compta amb una llarga tradició literària que durà del segle X al segle xv, amb obres tan importants com el Marzban Nameh o la poesia d'Amir Pazevari.